# Carsten Jaeger
Carsten Jaeger (* 14. April 1978 in Trier) ist ein deutscher Filmemacher und Filmproduzent.
Im Rahmen seines Studiums des Kommunikationsdesigns an der Hochschule Trier produziert Jaeger experimentelle Kurzfilme (u. a. „Hänsel und Gretel“), Musikvideos (u. a. „The man with the x-ray eyes“, Corman) und Firmenportraits (u. a. „Ein echtes Stück Natur“). 2006 legt Jaeger mit dem Konzept und dem Pilotfilm für die Serie „TROUBLE$HOOTER ALEX LONE“ bei Hermann Vaske sein Diplom ab. 2010 gründet er die Filmproduktion JAEGER FILM in seiner Heimatstadt Trier und entwickelt seitdem unter eigener Flagge u. a. Image- und Werbefilme sowie Dokumentationen für Web und Fernsehen.
Zuvor war er mehrere Jahre lang als Creative Producer, Editor und Komponist für „Emotional Network“ tätig, die Frankfurter Produktionsfirma des Grimme-Preisträgers Hermann Vaske, und arbeitete als Editor bei der Hamburger Werbeagentur „Jung von Matt“ für Kunden wie BMW, Sparkasse und EBAY. Für Emotional Network war er u. a. maßgeblich beteiligt an Produktionen wie „Must I Write?“ mit Kinolegende Dennis Hopper und den ARTE-Themenabenden „Das Leben Ist Ein Gedicht“ mit Katrin Bauerfeind und „The Digital Bomb“.
In Zusammenarbeit mit seinem Bruder, dem Fernsehjournalisten Gernot Jaeger, produzierte er 2008 das Dokudrama „Karl Marx – Ein Philosoph Macht Geschichte“. Der Film erreichte internationales Presseecho in Radio, Print- und Online-Medien sowie in der SWR-Landesschau, in 3Sat-Kulturzeit und im ARD-Nachtmagazin. Im gleichen Jahr schrieb und inszenierte Jaeger außerdem den Low-Budget-Kurzfilm „Dazwischen“.
Der Fokus von JAEGER FILM liegt auf der Produktion von Film als Kommunikations-Tool für Unternehmen und Institutionen sowie vor allem auf der Entwicklung und Herstellung von Kurz- und Dokumentarfilmen. Seit Ende 2013 zeigt DMAX sehr erfolgreich die 5-teilige Dokuserie „Goldrausch in Australien“, die Carsten Jaeger geschrieben, gedreht, geschnitten und produziert hat.